# Гоппер, Карлис
Карлис Гоппер (в русской историографии Карл Иванович Гоппер; латыш. Kārlis Goppers) (2 апреля 1876, Планская волость, Валкский уезд, Лифляндская губерния, Российская империя — 25 марта 1941, Улброка, Латвийская ССР) — военный деятель России и Латвии. Дважды георгиевский кавалер. Полковник русской армии, генерал-майор при Колчаке, генерал латвийской армии.

## Биография
Карлис Гоппер родился в хозяйстве Маскату 21 марта (2 апреля) 1876 год. Родители были из крестьян Лифляндской губернии. Получил общее домашнее образование. 17 февраля 1893 году вступил в службу вольноопределяющимся 2-го разряда во 2-й Ковенский крепостной пехотный батальон. 3 июля 1894 года произведён в младшие унтер-офицеры после окончания учебной команды. 31 августа 1894 года поступил и 10 августа 1896 года окончил Виленское военное училище, выпущен по 1-му разряду подпрапорщиком в 97-й пехотный Лифляндский полк в Двинск. Затем служил в 189-м пехотном резервном Белгорайском полку, а в 1905 году — в 183-м пехотном Пултуском полку.
В марте 1916 года получил чин полковника, с 25 ноября того же года — командир 7-го латышского Баусского стрелкового полка. С 16 февраля 1917 — командующий 1-й латышской стрелковой бригадой. В октябре 1917 года был представлен к чину генерал-майора, но из-за Октябрьского переворота получить его не успел. За годы Первой мировой войны был трижды ранен.
В июле 1917 года совместно с полковником Фридрихом Бредисом выступил с инициативой создания латышской военной земляческой организации — «Национального союза латышских воинов». В августе 1917 года группа Гоппера—Бредиса участвовала в походе генерала Лавра Корнилова на Петроград. В октябре 1917 года выступил активным противником взятия власти большевиками в Петрограде. В ноябре группа Гоппера—Бредиса установила контакт с Борисом Савинковым, которому предложила возглавить созданную ими организацию «Союз защиты Родины и Свободы» (начальником штаба этой организации он сам являлся до середины апреля 1918 года).
До 9 мая 1918 находился в г. Сызрань, встал на армейский учёт как бывший полковник императорской армии. Телеграммой за № 97 Ярославского Окружного военрука Генерального штаба Ливенцева и комиссара Аркадьева был вызван для переговоров в г. Ярославль. Приказом за № 64 от 7-го июня 1918 назначен начальником вновь формируемой Ярославской дивизии РККА, причём кандидатуру последнего уже успел утвердить Высший военный совет РККА. До 19-го июня 1918 Гоппер находился при исполнении возложенных обязанностей, пока не был распознан военкомом Ярославского округа Нахимсоном, — бежал.
Участник Ярославского восстания. После его разгрома перебрался на Волгу и вступил в Народную армию Комуча. Назначен главным комендантом штаба войск Директории в Уфе. В ноябре 1918 — феврале 1919 — в резерве чинов. Генерал-майор (февраль 1919). С февраля 1919 года занимался формированием 21-й Яицкой стрелковой дивизии (81-й, 82-й, 83-й и 84-й стр. полки) в г. Троицке Оренбургской губернии. До 23 сентября 1919 — начальник этой дивизии в составе 11-го Яицкого армейского корпуса Южной армии генерала Павла Белова. Принимал участие в боях на р. Большой Ик (май 1919), у дер. Красная Мечеть (июль 1919), под Авзяно-Петровским заводом (июль 1919), станицами Кизильской и Великопетровской (август 1919), гг. Орском и Актюбинском (август-сентябрь 1919). После назначения командующим Южной армии генерала А. И. Дутова и расформирования корпуса дезертировал из армии и уехал в Омск, откомандировав заблаговременно из дивизии всех офицеров-латышей в числе 15 человек.
Прибыл в Омск в конце октября 1919 года, перешёл на французскую службу и 1 ноября был назначен командиром Имантского латышского полка (подчинённого французскому командованию), с которым перед вступлением красных в Омск уехал во Владивосток. В 1920 года из Владивостока в составе латышского Имантского полка вернулся в Латвию, где служил начальником Видземской дивизии. В апреле 1934 года, в преддверии военного переворота, совершенного Карлисом Улманисом, вышел в отставку. Принимал активное участие в деятельности общества латышских стрелков и в скаутском движении.

Гоппер при аресте

Рига. Братское кладбище. Могила К. Я. Гоппера.

После советской оккупации Латвии, 30 сентября 1940 года был арестован НКВД, осужден к ВМН по статье 58 ч.ч. 2, 4, 10, 11, 13 УК РСФСР и расстрелян в пригороде Риги.
Останки Гоппера были опознаны в общей могиле в Улброке и 6 мая 1944 года перезахоронены на Рижском братском кладбище под скульптурой Матери — Латвии. Насколько известно, это место захоронения сохранялось на протяжении всего советского периода — с 1944 по 1990-е годы. Сердце генерала в соответствии с его завещанием 7 мая 1944 года было похоронено на кладбище в Трикате (на «малой родине» Карлиса Гоппера).

## Награды
- Орден Святого Георгия III, IV ст. (ПАФ 02.06.1917, ВП 11.12.1915)

...Карлу Гопперу за то, что, командуя в бою с 18 на 19 октября 1914 г. на левом берегу р. Сана пятью ротами под сильнейшим огнём противника на открытой местности, личным примером мужества увлёк вверенные ему роты, довёл их до удара в штыки и овладел двумя линиями окопов...
(ВП по в.в. к № 1285 «Развѣдчика»)
- Георгиевское оружие (ВП 23.04.1915).
- Орден Святого Владимира III ст. с мечами, IV ст. с мечами и бантом.
- Орден Святой Анны II ст. с мечами, III ст. с мечами и бантом.
- Орден Святого Станислава II ст. с мечами, III ст.
- Военный орден Лачплесиса II, III ст. (LKOK nr.3/101, 1920)
- Орден Трёх Звёзд II, III ст.
- Французский орден Почетного Легиона III ст.
- Чехословацкий Военный Крест.
- Бельгийский орден Леопольда II.
- Литовский орден Гедимина II ст.
- Орден Белой розы Финляндии II ст.
- Орден Звезды Карагеоргия 3-й степени (Сербия).
- Орден Меча 2-й степени (Швеция).
- Орден Орлиного креста 2-й степени (04.08.1932, Эстония).

К. Я. Гоппер стал одним из 72-х георгиевских кавалеров Первой мировой войны, удостоенных 3-й степени ордена Святого Георгия (подобное награждение явилось единственным для латышей и достаточно редким в практике награждения офицеров в чине полковника в 1914—1918 годы: таковых в списке из 72-х награждённых только 10).
По общему числу боевых наград за Первую мировую войну он также является лидером среди всех виленских выпускников.

## Сочинения
- Strēlnieku laiki. — Rīga, 1931.
- Četri sabrukumi. / Четыре катастрофы: Воспоминания. — Rīga, 1935[8]
- Krusttēvs Oskars. Atmiņas par draugu pulkvedi Kalpaku. — Rīga, 1939.
- Starp divām revolūcijām. Latviesu Strelniek. No32. 1940[9][10]